# Giovanna Corda
Giovanna Corda (ur. 2 listopada 1952 w Carbonii) – belgijska i frankofońska polityk pochodzenia włoskiego, w latach 2007–2009 deputowana do Parlamentu Europejskiego.

## Życiorys
Ukończyła studia w zakresie nauk ekonomicznych, uzyskała uprawnienia nauczycielskie. Pracowała w handlu, była także sekretarką i nauczycielem w szkole ponadgimnazjalnej. Zaangażowana w działalność walońskich socjalistów, obejmowała różne funkcje w tym ugrupowaniu. W 2000 wybrana na radną miejską.
W 2007 objęła mandat deputowanej do Parlamentu Europejskiego z ramienia walońskiej Partii Socjalistycznej. Należała do Grupie Socjalistycznej, pracowała w Komisji Rolnictwa i Rozwoju Wsi. W PE zasiadała do 2009. Kandydowała również w wyborach krajowych w 2010.